# Tridente (Roma)

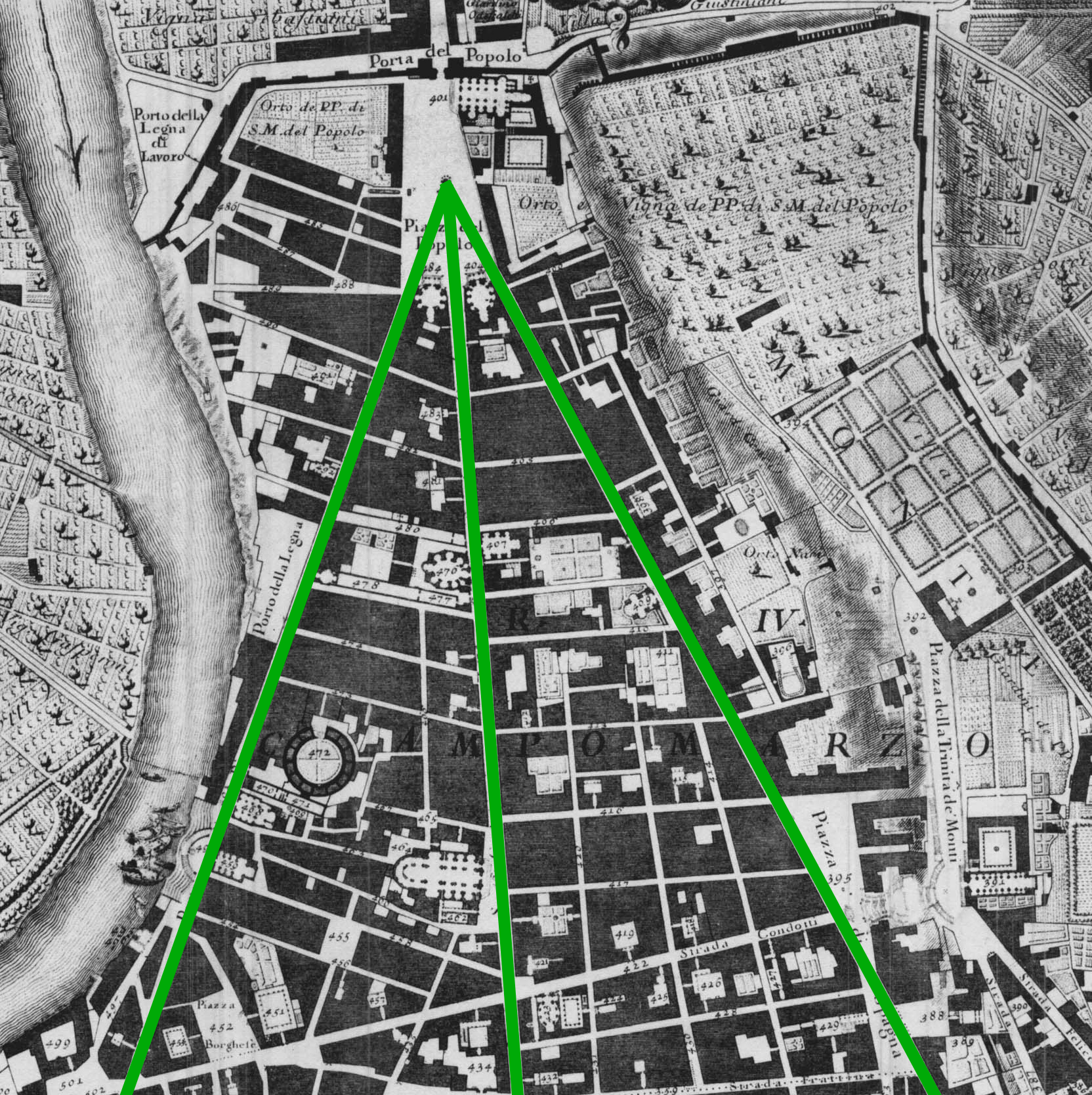
Il Tridente all'interno del Campo Marzio.

Con Tridente si indica, a Roma, l'area urbana innervata sulle tre direttrici rettilinee con vertice in piazza del Popolo e divergenti in direzione sud, che assume così la forma di un tridente. Si tratta di una delle massime realizzazioni urbanistiche del XVI secolo.

## Storia

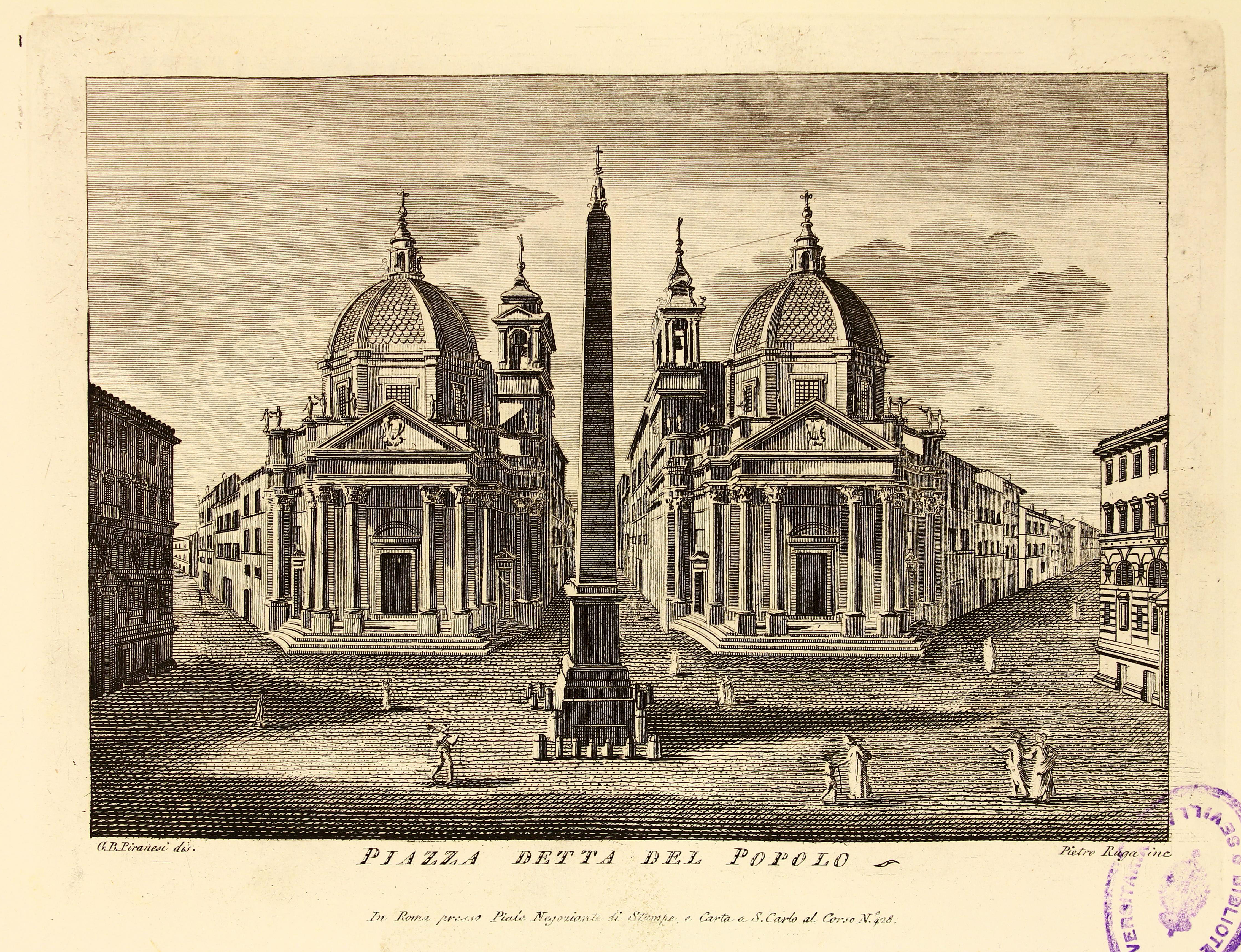
L'apertura del tridente da Piazza del Popolo.

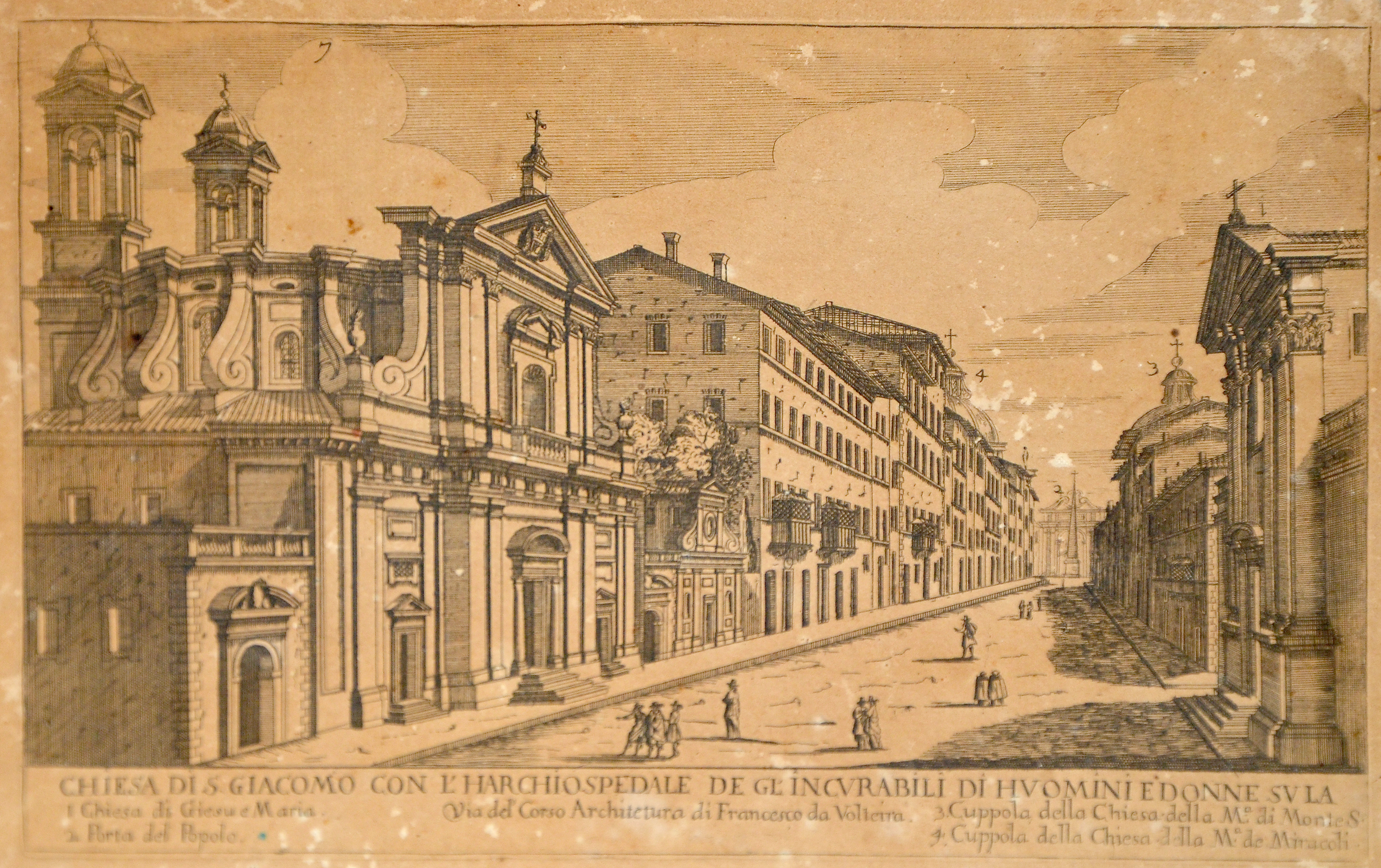
L'ospedale di San Giacomo su via del Corso nel XVI secolo.

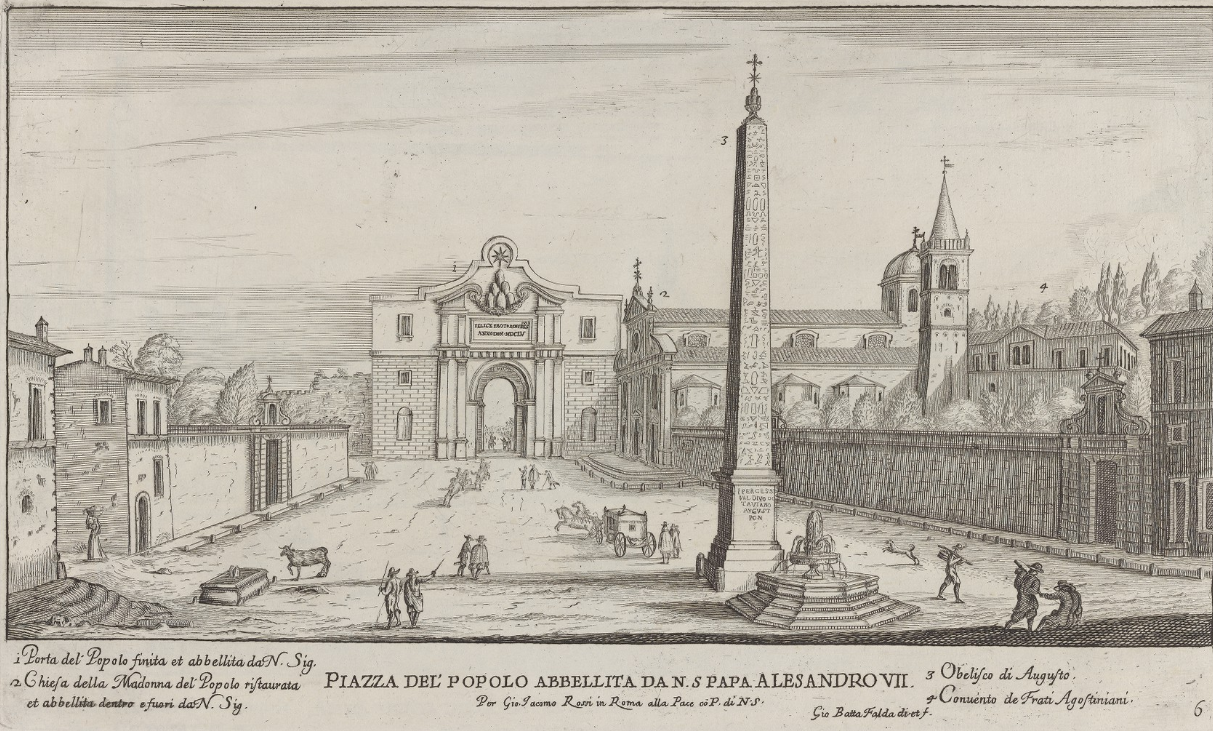
Piazza del Popolo abbellita da Alessandro VII (Giovanni Battista Falda, 1665).

L'area urbana del Tridente racchiusa da via di Ripetta e via del Babuino e centrata su via del Corso deriva da un importante intervento urbanistico compiuto tra il XV e il XVII secolo su un'area di diverse istituzioni ecclesiastiche e assistenziali, in particolare la Congregazione della Santissima Annunziata e la Congregazione di Santa Maria del Popolo.
Anticamente occupato dall’area portuale di Ripetta e da orti urbani e vigne, il “Tridente” prende forma tra il Quattrocento e il Seicento in seguito ai grandi interventi urbanistici effettuati per collegare la Porta del Popolo con le basiliche maggiori: San Pietro in Vaticano, San Giovanni in Laterano e Santa Maria Maggiore.                      
Intorno al 1511 l'avvio della lottizzazione da parte dell’Ospedale di San Giacomo degli Incurabili e del Convento di Sant’Agostino portò al rapido popolamento dell'area, soprattutto negli anni venti del secolo. Tale progetto urbanistico venne ufficializzato con la bolla Salvatoris Nostri del 1515 di Leone X: le nuove case vennero edificate su aree date in enfiteusi con clausola ad edificandum, pertanto i proventi degli affitti finanziarono le istituzioni assistenziali proprietarie dei terreni. Il maggiore attore nell'area fu l'Ospedale San Giacomo: questo godette di indipendenza dal 1451 con bolla di Niccolò V, mentre nel 1515 fu elevato ad Arcispedale da Leone X e ricostruito dal cardinal Anton Maria Salviati nel 1593 con vincolo perpetuo di uso ospedaliero.
Via di Ripetta fu rettificata già sotto Leone X, prendendo il nome di via Leonina, mentre via del Babuino fu ultimata più tardi, sotto Clemente VII, ritardata dagli eventi del sacco di Roma del 1527, così come l'urbanizzazione di quel lato del Tridente. Al progetto di questo riallestimento viario parteciparono gli architetti Antonio da Sangallo il Giovane e Raffaello.
Nel 1589 Domenico Fontana colloca l'Obelisco Flaminio in Piazza del Popolo per volere di Sisto V.
In età barocca si inaugura la grande fontana della "Barcaccia" in Piazza di Spagna, opera di Pietro Bernini del 1629; un ventennio dopo il figlio Gian Lorenzo curerà la "restaurazione" interna ed esterna della chiesa di Santa Maria del Popolo e, probabilmente, anche la decorazione interna dell'attigua Porta del Popolo, ornata con le insegne di papa Alessandro VII in occasione dell'arrivo a Roma di Cristina di Svezia nel 1655.
Nel 1704 fu inaugurato l'ampliamento del porto di Ripetta, ricreato in forme monumentali su disegno dell'architetto Alessandro Specchi, che si avvalse della collaborazione di Carlo Fontana. Il completamento della scalinata di Trinità dei Monti, opera di Francesco De Sanctis ed eseguita tra il 1723 e il 1726, si pone come conclusione ideale del progetto del Tridente, insieme ai lavori del porto, ideata nella concezione barocca dei "giardini urbani".
A cavallo dell'epoca napoleonica, con l'intenzione di creare un grande parco urbano, l'architetto Giuseppe Valadier trasformò radicalmente Piazza del Popolo, ampliandola e conferendole la sua attuale forma ellittica, in precedenza trapezoidale, raccordandola al sovrastante parco del Pincio con eleganti scalinate e terrazza. In questo intervento venne demolita la maggior parte del convento di Sant'Agostino attiguo alla Basilica di Santa Maria del Popolo.

## Descrizione
L'intervento cinquecentesco riordinò le tre strade che dalla porta principale di Roma, Porta del Popolo, veicolavano il traffico verso le basiliche maggiori: 
- via di Ripetta (già via Leonina) verso Ponte Sant'Angelo e San Pietro;
- via del Corso (originariamente detta Via Lata, antico proseguimento della via Flaminia), che, attraverso il Campo Marzio, raggiungeva il palazzo pontificio di Piazza Venezia e proseguiva poi per il Laterano;
- via del Babuino (già via Clementina)[8], che attraverso Piazza di Spagna saliva poi verso Santa Maria Maggiore.

Attualmente al termine delle tre strade che compongono il tridente si trovano rispettivamente:
- piazza Cardelli-via della Scrofa, al termine di via di Ripetta;
- piazza Venezia, al termine di via del Corso;
- piazza di Spagna, al termine di via del Babuino.

A seguito dell'apertura del Tridente, furono edificati anche molti palazzi, alcuni dei quali oggi ospitano i principali organismi politici: 
- il Quirinale, sede del Presidente della Repubblica Italiana
- Montecitorio, sede della Camera dei deputati
- Palazzo Madama, sede del Senato della Repubblica
- Palazzo Chigi, sede della Presidenza del Consiglio dei ministri

## Galleria d'immagini

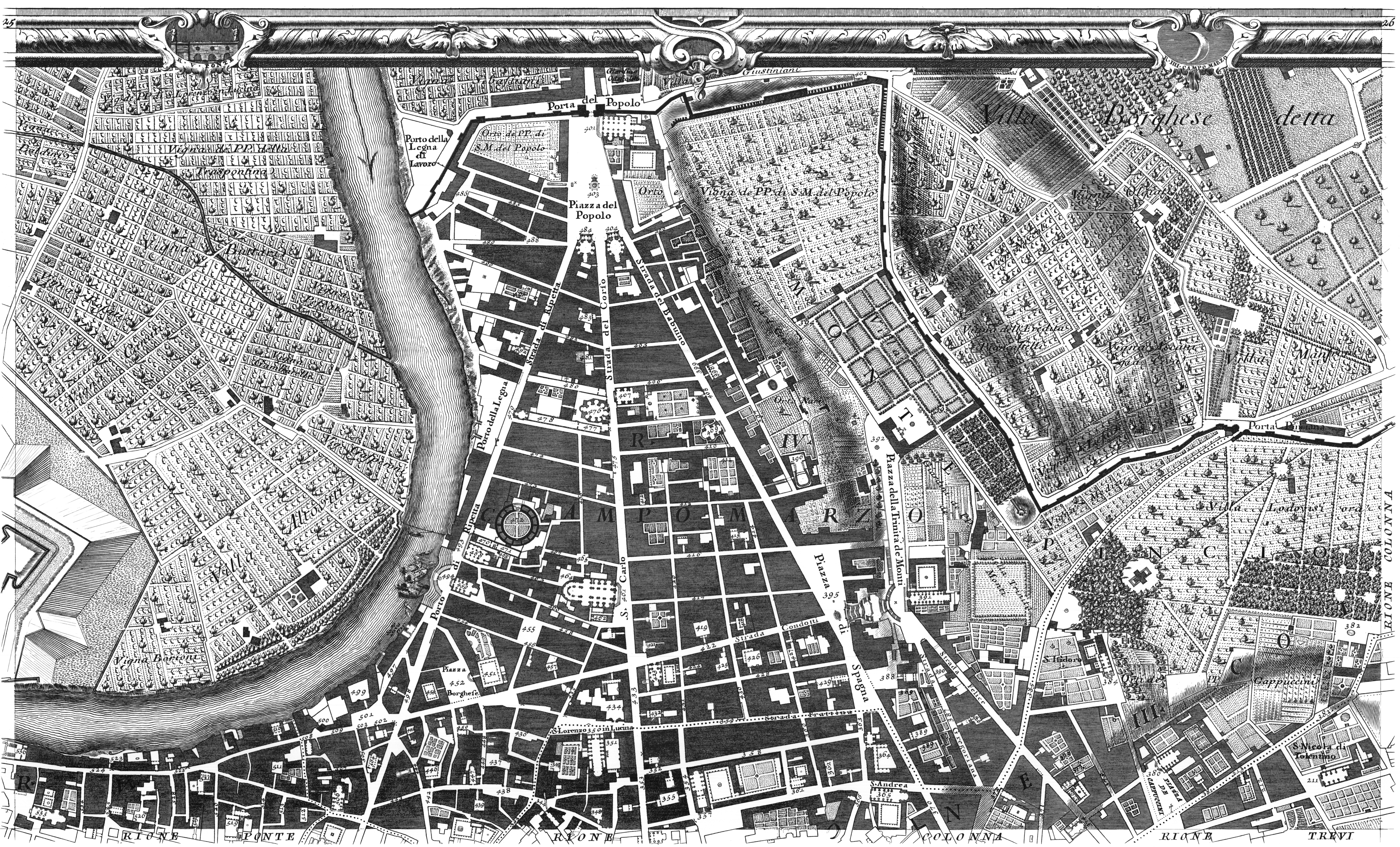
Nolli: Tridente. A destra: il Pincio (1748)
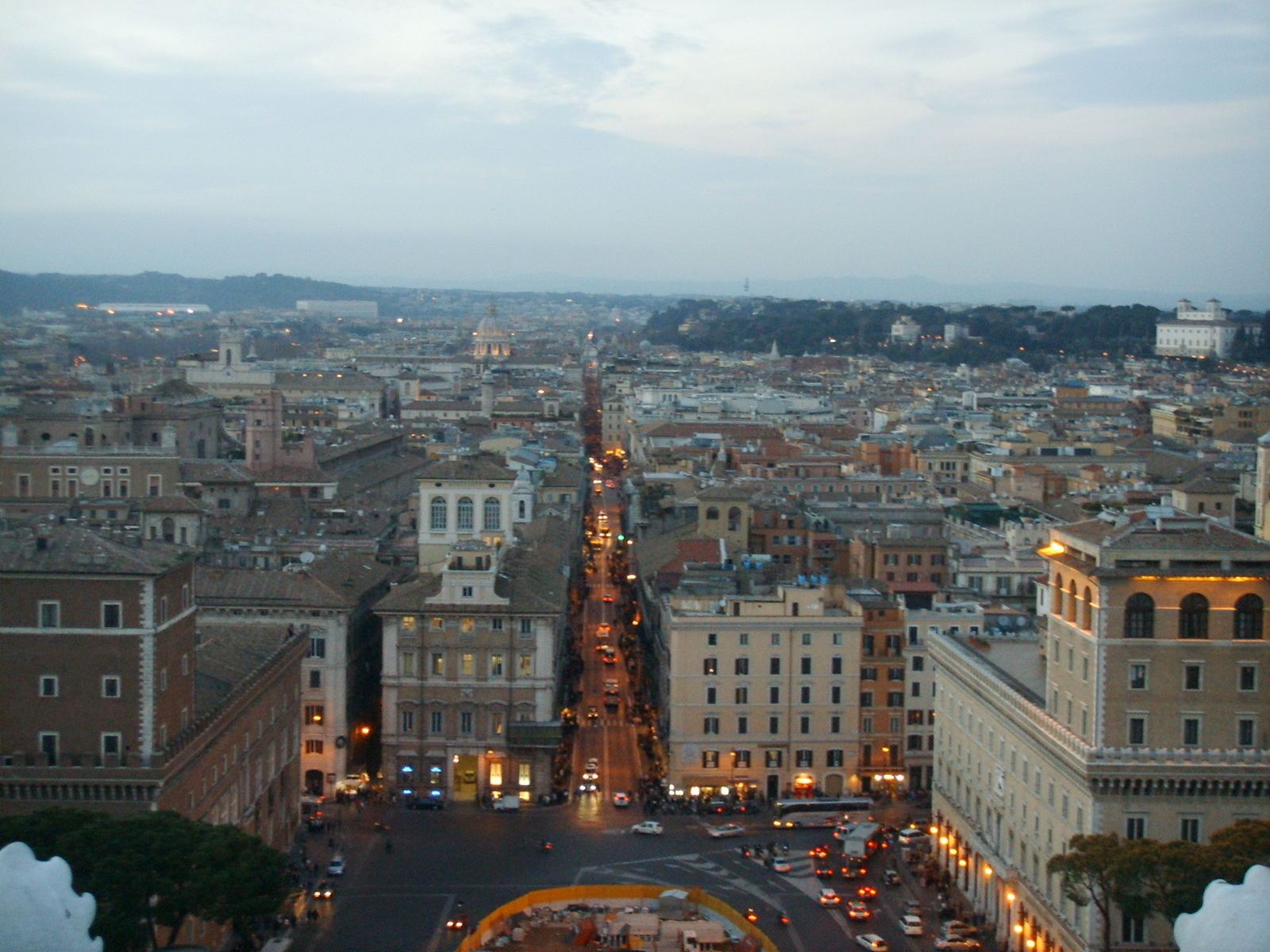
Via del Corso, strada centrale del Tridente
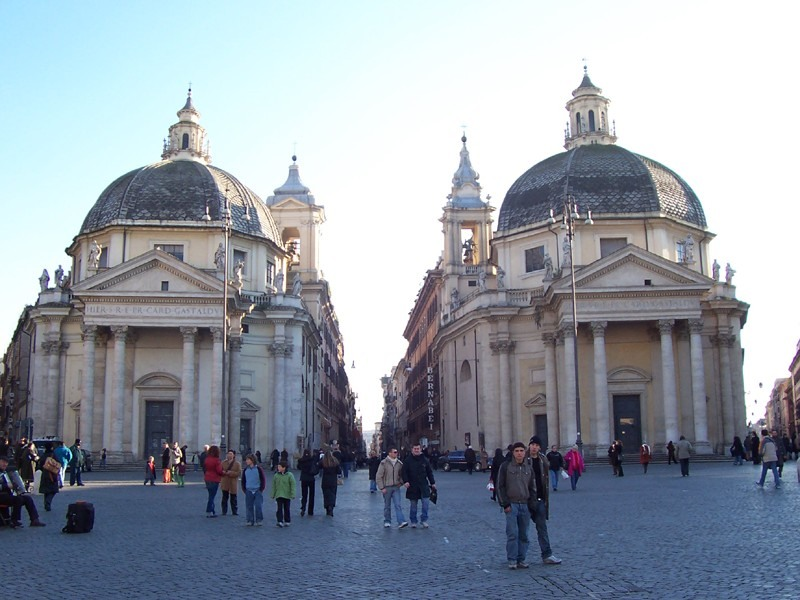
Veduta da Piazza del Popolo: a sinistra, via del Babuino; al centro, via del Corso; a destra, via di Ripetta.
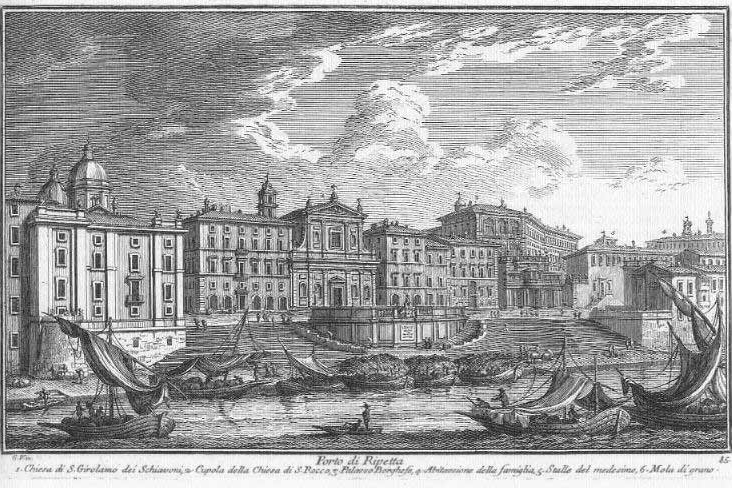
Lo scomparso Porto di Ripetta lungo via di Ripetta (Giuseppe Vasi).